# Anderson Santamaría
Anderson Santamaría Bardales (* 10. Januar 1992 in Tingo María) ist ein peruanischer Fußballspieler.

## Karriere

### Verein
Santamaría begann seine fußballerische Ausbildung bei Deportivo Municipal aus Lima.
Im Seniorenbereich spielte er ab 2010 zunächst in der zweiten Mannschaft von Inti Gas Ayacucho. Im August 2010 gab er sein Debüt in der Torneo Descentralizado, Perus höchster Spielklasse. In den folgenden Spielzeiten qualifizierte er sich mit seinem Team für die Copa Sudamericana 2012 und 2013.
2013 wechselte er zum Ligakonkurrenten León de Huánuco. Mit diesem Klub qualifizierte er sich für die Copa Sudamericana 2015. Nach dem Abstieg aus der Torneo Descentralizado 2015 verpflichtete ihn der amtierende Meister FBC Melgar aus Arequipa. Mit Melgar nahm er an der Copa Libertadores 2016 teil. Im selben Jahr wurde der Klub peruanischer Vizemeister.
Auf Empfehlung seines ehemaligen Trainers Juan Reynoso wurde er zur Spielzeit 2018 vom Club Puebla aus Mexiko verpflichtet, wo Reynoso zu diesem Zeitpunkt Assistenztrainer war. 2019 wurde Santamaría an Atlas Guadalajara ausgeliehen und dort noch im selben Jahr fest unter Vertrag genommen. Mit Atlas wurde er Meister der Apertura 2021.

### Nationalmannschaft
Sein Debüt in der peruanischen Nationalmannschaft gab Santamaría am 13. Juni 2017 im Freundschaftsspiel gegen Jamaika, als er in der zweiten Halbzeit für Alberto Rodríguez eingewechselt wurde. 
Für die Fußball-Weltmeisterschaft 2018 in Russland wurde Santamaría von Nationaltrainer Ricardo Gareca in das peruanische Aufgebot berufen. Er kam in der Vorrunde bei der 0:1-Niederlage gegen Frankreich und dem 2:0-Sieg gegen Australien zum Einsatz. Peru schied als Dritter der Gruppe C nach der Gruppenphase aus.
Bei der Copa América 2019 stand er erneut im peruanischen Kader, wurde jedoch im Verlauf des Turniers nicht eingesetzt. Auch bei der Copa América 2021 wurde er für das peruanische Aufgebot nominiert. Er absolvierte die drei Spiele der Finalrunde, die Peru mit dem vierten Platz abschloss.

## Erfolge
- Mexikanische Fußballmeisterschaft: Apertura 2021